# Гра 1874
Гра модел 1874 (фр. Fusil Gras mle 1874) је француска спорометна једнометна пушка острагуша из друге половине 19. века. Прва је војничка пушка треће француске републике. Коришћена је крајем 19. века у бројним ратовима и током првог светског рата у позадинским улогама.

## Историја
У својој оригиналној верзији је била спорометна пушка острагуша, те се великим делом темељила на дизајну знамените пушке Шаспо која се неколико година раније истакла као изузетно квалитетно оружје у француско-пруском рату. Главна разлика у односу на ранију пушку је било кориштење новог метка који је користио металну чауру дизајнирану од стране пуковника Басила Граа, по коме је пушка на крају добила и име.
Подстицај за стварање нове пушке је био метални метак који је британски пуковник Боксер развио 1866. године, а која је 1870. уведен као муниција за пушку Мартини-Хенри, и касније кориштење металног метка за немачку пушку Маузер М1871.
Граова пушка је, осим у Француској, кориштена у још неколико држава, а у Јапану је послужила као узор за Муратину пушку, први домећи модел кориштен као стандардно оружје. Године 1877. ју је као стандардно оружје увела и грчка војска; грчке пушке су произведене у аустријском Штајеру и биле су дуго главно оружје грчке војске, али су на крају показале своју застарелост у грчко-турском рату 1897. године, који су Грци изгубили великим дијелом и због застарелости Граове пушке у односу на турске брзометке Маузер М1890 и Маузер М1893.
Године 1883. је Француска, слично као и низ других држава, одлучила увести брзометне репетирке као стандардно оружје, те је у француској служби замењена пушком Lebel 1886. Једнометне Граоваче су са појавом брзометних пушака застареле, али су још дуго коришћене у позадинским јединицама у многим армијама. Грчка је на крају одлучила заменити их пушком Манлихер Шенауер модела М1903.
Врховни македонско-једренски комитет, скраћено ВМК под командом генерала Цончева је 1900. купио 10.000 ових пушака из непознатог извора, касније су оне коришћене заједно са ВМОРО током илинденско-преображенског устанка. Станислав Краков у књизи „Пламен четништва” наводи да су устаници у околини Крушева углавном били наоружани овим једнометним пушкама које он назива „Грчке Берданке”. Касније један део ових Граовача након распуштања ВМК преузима бугарска војска, али није познато да ли су коришћене, али су биле на стању.
Грчки андарти су такође доминантно били наоружани једнометним Граовачама М1874 током борбе за Македонију.
Српска краљевска војска добија на солунском фронту 20.000 старих Граовачи 1874 М80 М14 преправљених на бездимни 8x50мmm. Ове пушке су због застарелости током првог светског рата коришћене у позадинским јединицама. Руска Империја добија 450.000 једнометних Граовачи 1915. Француска такође користи преправљене Граоваче на бездимни калибар у позадинским јединицама.

## Корисници
- Француска- основна пушка до 1886.
- Краљевина Грчка- преко 100.000 купљено у Аустрији.
- Етиопско царство - купљене и добијене од француске као помоћ против Италијана.[2][3]
- Руска Империја - 450.000 примљено као помоћ 1915.[4][5][6]
- Чиле - коришћене у пацифичком рату.
- Аргентина
- Колумбија
- Хаити
- Кнежевина Црна Гора - један број купљен из Грчке крајем 19. века.[7]
- Тајланд
- Јемен
- Краљевина Бугарска - наслеђене пушке из ВМОК-а. Вероватно коришћене у позадинским улогама.
- Краљевина Србија

Недржавни корисници
- Врховни македонско-једренски комитет
- ВМОРО
- Андарти
- Ирска републиканска армија[8][9]